# Nachtkat
De nachtkat of kodkod (Leopardus guigna) is een schuwe katachtige uit Chili en Argentinië. Het is de kleinste kat van Zuid-Amerika, ongeveer zo groot als een kleine huiskat, en is een van de dertien soorten in het geslacht pardelkat. 
De nachtkat heeft de kleinste verspreiding van alle katachtigen uit de Nieuwe Wereld en komt alleen voor in het zuiden van Chili en uiterste zuidwesten van Argentinië, waar hij vrijwel uitsluitend voorkomt in de ecoregio's de Chileense Matorral en het gematigd bos van Valdivia. De nachtkat staat op Appendix II van de Convention on International Trade in Endangered Species of Wild Fauna and Flora en is door de International Union for Conservation of Nature and Natural Resources als "kwetsbaar" aangemerkt vanwege habitatverlies en -fragmentatie, menselijke vervolging en de afnemende populatie.

## Beschrijving
De nachtkat is een gevlekte katachtige ter grootte van een kleine huiskat. De afmetingen van vier mannelijke nachtkatten van het eiland Chiloé waren: kopomtrek 18–20 cm, nekdikte 13½–17 cm, lichaamslengte 45–49 cm, staartlengte 21–22 cm, lengte van de achterpoot, 9½–11 cm, oorhoogte 3½–4¼ cm en lichaamsgewicht 1,7–1,9 kg. De noordelijke ondersoort is over het algemeen groter dan de typische ondersoort die verder naar het zuiden leeft. Een mannelijke Leopardus guigna tigrillo uit Molina had een kopomtrek van 22 cm, nekdikte 16½ cm, lichaamslengte 56 cm, staartlengte 25 cm, lengte van de achterpoot 11 cm, hoogte van het oor 3½ cm en lichaamsmassa 3,0 kg. In de niet-melanistische vorm wordt het gezicht gemarkeerd door een zwarte streep van onder de binnenste ooghoek naar de wang, een witte lijn rond het oog, een onderbroken zwarte lijn aan de voorkant en twee duidelijke zwarte lijnen die zijdelings naar onder het oor lopen en een kortere streep ertussen. Wenkbrauwlijnen en donkere banden lopen van de zijkant van de neus naar de basis van de oren, maar zijn onopvallend. De neus is diepzwart en de ogen zijn bruin. De achterkant van de laag aangezette oren is zwart met een kleine maar goed gedefinieerde centrale witte vlek. De bovenkant van het hoofd is vlekkerig met een vleugje zwart. De nek wordt gemarkeerd door een onduidelijke zwarte middenlijn en twee paar duidelijk gedefinieerde zwarte lijnen aan de zijkant. Een derde minder gedefinieerde zijlijn strekt zich uit vanaf de basis van de buitenkant van elk oor. Onderbroken smalle centrale zwarte lijnen lopen naar beneden tot het niveau van de stuit, maar ze veranderen in rozetten met donkere doffe bruinachtig gele centra op schouders en flanken. Vlekken vormen meestal rijen in het midden en dwars op de middenlijn en schuine rijen op de dijen.
De vacht op het lichaam is grijsachtig beige, roodbruin of donker roodbruin, en wordt opvallend lichter op de flanken. De onderkant is wittig met minimale vlekken, een paar gebroken rijen kleine vlekken markeren de voorhals en een paar verspreide vlekken markeren de borststreek. Een opvallende donkere band loopt over de keel en grote zwarte vlekken overheersen het wit op de thoracale regio. De binnenkant van de dijen is wit met dwarse rijen zwarte vlekken. De ledematen zijn dof geelbruin met vlekken die kleiner worden naar de voeten toe. De bovenkant van de voeten is onbevlekt, behalve aan de basis. De voetzolen zijn zwartachtig, de nagels zijn wit. De staart heeft een zwarte punt, is bossig en ongeveer half zo lang als de lengte van neuspunt tot staartbasis. De staart heeft 10-13 zwarte ringen die aan de onderkant verdwijnen en die iets breder zijn dan de afstand ertussen. De onderkant van de staart is witachtig. Jonge exemplaren zijn vergelijkbaar met volwassenen, maar de vlekken zijn doffer en minder scherp gedefinieerd. De noordelijke ondersoort Leopardus guigno tigrillo heeft over het algemeen een lichtere vachtkleur dan de typische ondersoort uit het zuiden. Mannetjes zijn aanzienlijk groter dan vrouwtjes.
Melanistische nachtkatten zijn niet ongewoon en komen verder naar het zuiden toe meer voor. De vlekken van melanistische individuen zijn grover en intenser zwart en hebben op sommige plaatsen de neiging om zich te verenigen in onregelmatige banden, met name op de nek en schouders. De vlekken op de onderkant zijn groter en vormen zware dwarsbanden op de dijen. Staartringen zijn breder. Bij melanistische individuen zijn de vlekken en banden op de staarten zichtbaar in fel zonlicht.

### Anatomie

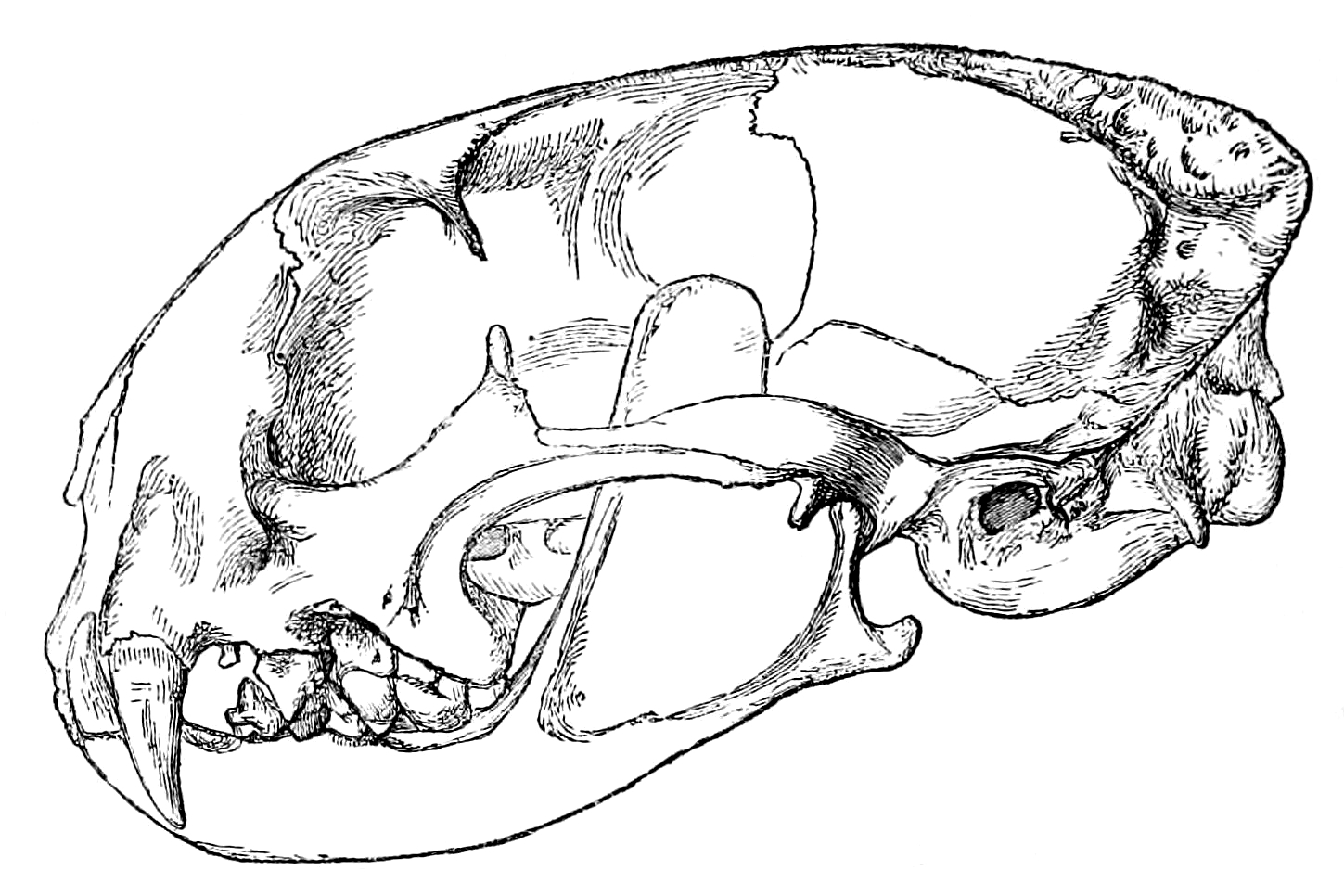
tekening van de schedel

De schedel van de nachtkat is klein en rond, zonder richels en kammen, afgezien van een kleine kam op het achterhoofdsbeen. Het gezicht is kort. De snuit is smal maar niet opvallend bol aan de bovenkant. Het profiel loopt in een nauwelijks bolle lijn naar de top. De oogkassen zijn vrij klein vergeleken met de grootte van de schedel. De achterooguitsteeksels zijn klein en delicaat. Het slakkenhuis is hoog en rond. De hersenen van één mannetje en één vrouwtje waren 28½ cm3, de voorste grote hersenen 2,0 cm3, de achterste grote hersenen 19,5 cm3 en de kleine hersenen en hersenstam samen 6,3 cm3. De vorm van de hersenen is relatief langwerpig. De tandformule van de volwassen nachtkat is 3.1.3.13.1.2.1 × 2 = 30, dat wil zeggen drie snijtanden, een hoektand, drie valse kiezen en een ware kies in elke helft van de bovenkaak, en diezelfde elementen in de onderkaak met uitzondering van de twee valse kiezen. Dit is identiek aan de elementen van het gebit van de huiskat.

### Ontwikkeling
De draagtijd van individuen in dierentuinen is 72-78 dagen. Een nest kan uit een tot vier kittens bestaan. In het wild worden de dieren vermoedelijk ongeveer zes jaar oud. Het langstlevende dier in gevangenschap werd ruim 14 jaar oud. Zowel katers als poezen bereiken geslachtsrijpheid na ongeveer 24 maanden.

### Verschillen met gelijkende soorten
De nachtkat is de kleinste kat in Amerika en lijkt sterk op de geoffroykat. De verspreidingsgebieden overlappen enigszins, wat de correcte identificatie kan bemoeilijken. De verspreiding van de nachtkat is beperkter vergeleken met die van de geoffroykat, omdat de eerste sterk geassocieerd wordt met gematigde regenwouden en zuidelijke beukenbossen (Nothofagus) van Chili en Argentinië, met name het gematigd bos van Valdivia. De nachtkat en de geoffroycat kunnen worden onderscheiden door een combinatie van kop- en lichaamsgrootte, vachtpatroon en -kleur, en vorm en lengte van de staart. De nachtkat is gemiddeld kleiner (1,3–3,0 kg) dan de geoffroycat (2,6–7,8 kg), met uitzondering van enkele exemplaren van de ondersoort Leopardus geoffroyi salinarum, die qua grootte vergelijkbaar is, maar slanker van bouw. De grootste schedellengte van de nachtkat is kleiner (790–861 mm) dan die van de geoffroycat (900–1.165 mm). De nachtkat is grijsachtig geelbruin, roodbruin of donker roodbruin, de geoffroycat is rokerig grijs. Vlekken op de kop en nek van de nachtkat vormen soms gebroken strepen, terwijl markeringen op de kop, nek en schouders van de geoffroycat duidelijke strepen vormen. De staart van de nachtkat is dik en bossig en korter dan die van de geoffroycat (23–40 cm). De nachtkat kan van andere Zuid-Amerikaanse katten worden onderscheiden door zijn kleine formaat en een gewicht tot maximaal 3 kg.

## Taxonomie

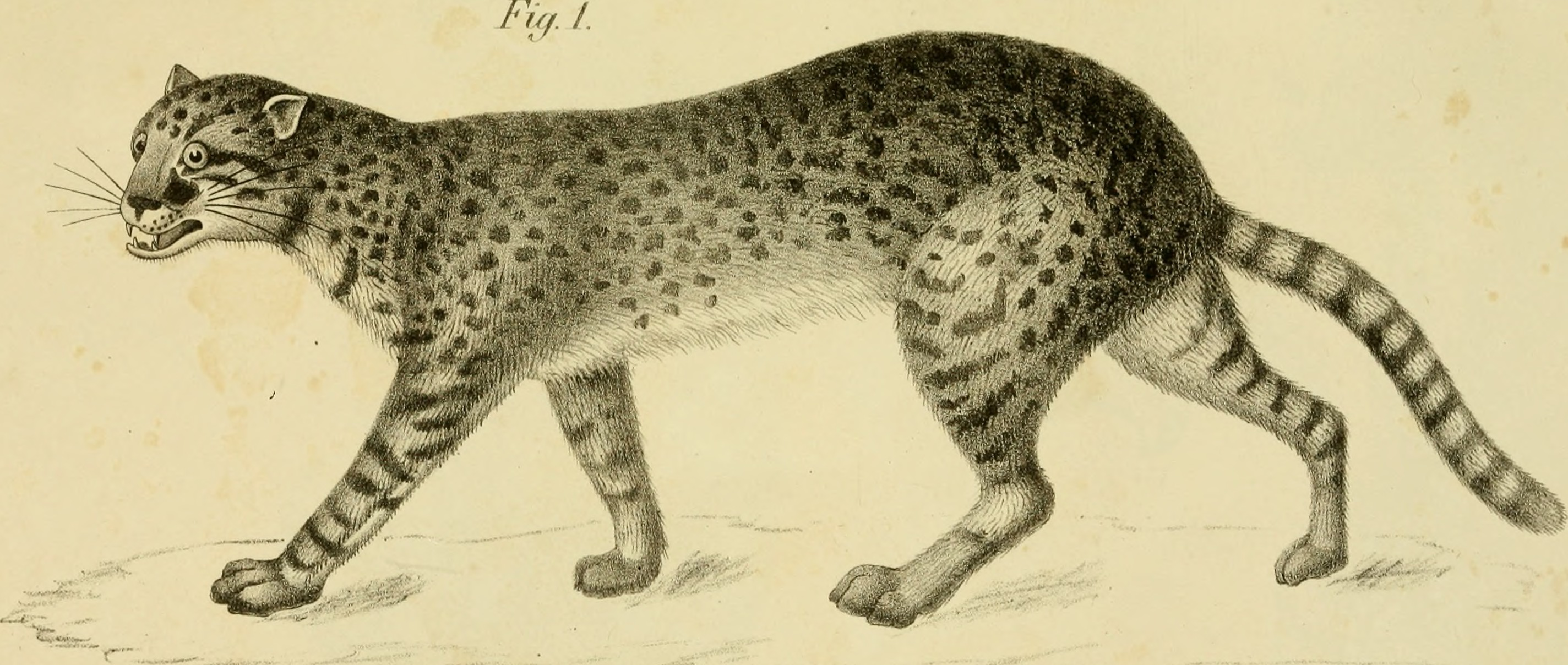
tekening van de nachtkat uit Archiv für Naturgeschichte

De nachtkat, afkomstig uit de bosgebieden in Chili, werd voor het eerst in 1782 wetenschappelijk beschreven door de jezuïet Juan Ignacio Molina in zijn Saggio sulla storia naturale del Chili [Essay over de natuurlijke historie van Chili] en hij noemde deze Felis guigna. In het eerste deel van zijn overzicht Systematisches Verzeichniß aller bis jetzt bekannten Säugthiere, oder Synopsis Mammalium nach dem Cuvierschen System [Systematische lijst van alle tot nu toe bekende zoogdieren, of Synopsis Mammalium volgens het systeem van Cuvier] uit 1844 gaf de Zwitserse arts en zoöloog Heinrich Rudolf Schinz de naam Felis tigrillo. Rodolfo Amando Philippi maakte in 1873 een schrijffout en zo ontstond de combinatie Felis guiña. Het geslacht Herpailurus was in 1809 door Bernard Germain de Lacépède voorgesteld voor de jaguarundi, en de Britse zoöloog Reginald Innes Pocock meende dat de nachtkat daar nauw aan verwant is. Hij maakte daarom in 1917 de combinatie Herpailurus guigna. De Amerikaanse zoöloog Joel Asaph Allen nam de nachtkat op in het geslacht Noctifelis en creëerde zo de combinatie Noctifelis guigna in 1919. Pocock verplaatste de soort en maakt de naam Oncifelis guigna in 1940. Wilfred Hudson Osgood onderscheidde een vorm uit de omgeving van Valparaiso in 1943 en gaf die de naam Felis guigna molinae. E.A. Artayeta gaf in 1950 de naam Oncifelis santacrucenis aan een melanistische nachtkat. Ángel Cabrera meende dat het geslacht Leopardus dat in 1842 was voorgesteld door John Edward Gray voor de ocelot een ondergeslacht is van het geslacht Felis en creëerde daarmee de combinaties Felis (Leopardus) guigna en Felis (Leopardus) guigna tigrillo in 1957. In 1979 was de Duitse zoöloog en gedragswetenschapper Paul Leyhausen de eerste die de huidige wetenschappelijke naam Leopardus guigna gebruikte, en hij suggereerde bovendien dat de soort wellicht in een ondergeslacht Oncifelis zou moeten worden geplaatst en maakt zo de combinatie Leopardus (Oncifelis) guigna.
De nachtkat wordt ingedeeld bij de orde Carnivora, onderorde Feliformia, familie Felidae, onderfamilie Felinae en het geslacht Leopardus. Er worden twee ondersoorten onderscheiden:
- Leopardus guigna guigna (Molina, 1782)
- Leopardus guigna tigrillo Schinz, 1844

### Verwantschap
Vergelijking van homoloog DNA bij verschillende soorten pardelkat (geslacht Leopardus) heeft meer inzicht gegeven in de verwantschap tussen deze soorten. De nachtkat is het meest verwant aan de geoffroykat.

## Naamgeving
Leopardus is Latijn en betekent leeuw-panter. De soortnaam guigna is afgeleid van hüiña; dit Chileense woord kan duiden op deze katachtige, maar ook op een snelle en effectieve dief. Andere volkstaalnamen zijn guigna (Engels), kodkod (Mapudungun), chat du Chili (Frans), Chilenische Waldkatze, Nachtkatze (Duits), gato chileno (Portugees), guiña, güiña (Spaans), huiña (Chileens-Spaans), gato de Santa Cruz en gato guiña (Argentijns Spaans).

## Leefwijze
De nachtkat leeft verscholen, waardoor zijn gedrag moeilijk te bestuderen is. Agressie lijkt weinig voor te komen en mild te zijn. Er zijn slechts twee gevechten waargenomen, beide tussen mannetjes, en ze eindigden zonder verwondingen. Elk gevecht duurde niet langer dan 2-3 minuten, waarna beide individuen snel verdwenen in de ondergroei. Het oudere individu leek beide keren te winnen. Na elk incident bleef het jongere individu in de buurt, wat suggereert dat gevechten geen grote rol spelen bij het verdrijven van rivalen van hetzelfde geslacht uit hun leefgebied. Nachtkatten produceren tjirpen en miauwen.
De nachtkat wordt vaak beschreven als een voornamelijk nachtelijke jager, wat kan helpen om ontmoetingen met poema's te vermijden. Andere rapporten beschrijven een lichte neiging tot activiteit tijdens de schemering. Het is ook beschreven als in wezen aritmisch, even actief overdag als 's nachts, maar vooral actief op droge dagen. Een recent onderzoek vond verschillen in dagelijkse en nachtelijke activiteitspatronen tussen gevlekte en melanistische nachtkat, met slechts matige overlap tussen de activiteitspatronen van de twee vormen. In de regio Araucanía werd 57% van de foto's met een cameraval van gevlekte nachtkatten 's nachts genomen, terwijl dat 82% was bij melanistische exemplaren. Gevlekte exemplaren zouden overdag kunnen profiteren van hun camouflage, wat de jacht op dagactieve soorten vergemakkelijkt. Zwarte exemplaren zouden kunnen profiteren van hun verminderde zichtbaarheid 's nachts en dus een betere kans om nachtelijke knaagdieren te vangen. De nachtkat loopt en zoekt lange afstanden om zoveel mogelijk prooien te vinden, een strategie die vergelijkbaar is met andere in het bos levende katachtigen. Sommige relatief kleine gebieden worden intensiever doorzocht. De jacht vindt grotendeels op de grond plaats. Boomtakken kunnen worden gebruikt om prooien te besluipen langs steile ravijnen en in gebieden met een complexere habitatstructuur. Over het algemeen waren mannetjes 47-55% van de tijd actief, minder dan vrouwtjes met 42-78%. Daarentegen zijn vrouwtjes grotendeels sedentair vergeleken met mannetjes. Een mannetje reisde 9 km op één dag, mogelijk op zoek naar een partner. Volwassen dieren vertoonden een toename in frequentie van actief gedrag in de lente en waren actiever dan jongere individuen in deze tijd van het jaar. De katten zijn duidelijk minder actief bij zeer warm of zeer nat weer. Overdag rust de nachtkat vaak langs beken in dichte vegetatie, onder levende en dode gaspeldoorn en andere exotische struiken, en in stapels takken in zwaar verstoord, gekapt bos. Hij werd ook rustend op boomtakken en stronken van omgevallen bomen gezien, en af en toe zwemmend. Nachtelijke rustplaatsen bestonden uit dikke stapels levende of dode vegetatie, vaak dichte bamboestruiken. Boomtakken dienden als ontsnappingsroute bij bedreigende confrontaties met andere dieren. De nachtkat ontloopt het woongebied van de mens niet en wordt wel aangetroffen dicht bij wegen en dorpen. Mogelijk speelt de aanwezigheid van ratten en muizen die afkomen op kippenvoer hierbij een rol.

### Voedsel
De nachtkat eet voornamelijk kleine zoogdieren, met name knaagdieren, maar ook insecten, vogels en kleine reptielen. De meeste potentiële prooien wegen minder dan 150 gram. Er was sprake van een lichte specialisatie voor boombewonende en klauterende prooisoorten in volwassen inheemse bossen, terwijl de meest voorkomende landknaagdiersoorten zoals de langharige grasmuis (Abrothrix longipilis) dienden als belangrijke alternatieve prooi in gefragmenteerde bossen, de koele Patagonische regenwouden en de plantages van Montereyden. Dode prooien worden niet versleept. Uit analyses van de maag- en ontlasting blijkt dat kleine zoogdieren 47 tot 76% van het dieet vormen en tot 75% van alle geconsumeerde biomassa uitmaken. De zoogdieren die in Chili het vaakst werden gegeten, waren de langharige grasmuis in het Los Queules Nationaal Reservaat en omliggende gebieden met gefragmenteerde inheemse bossen en pijnboomplantages, de olijfgrasmuis (Abrothrix olivacea) in exotische plantages in het Nahuelbuta-gebergte, de Chileense rat in het inheemse bos in het Nahuelbuta-gebergte, de olijfgrasmuis, Oligoryzomys longicaudatus en de bruine rat in het Nahuelbuta Nationaal Park, de monito del monte, de Chileense rat en Oligoryzomys longicaudatus in het Nationaal Reservaat Malleco, de olijfgrasmuis en Oligoryzomys longicaudatus in Rucamanque, de langharige grasmuis en olijfgrasmuis in he Nationaal Parkt Queulat en de olijfgrasmuis, de Chileense rat en Loxodontomys micropus in he Nationaal Parkt Laguna San Rafael. De nachtkat jaagt ook op de Chileense chinchillarat, andesrotsrat, Paynomys macronyx,  Eligmodontia morgani, Geoxus valdivianus, huismuis, Octodon bridgesii, Europees konijn, Phyllotis darwinii, zwarte rat en Thylamys elegans. Eén onderzoek meldde dat de activiteit van de nachtkat nauw overeenkomen met die van kleine zoogdieren. De negatieve invloed van maanlicht op het activiteitsniveau werd ook opgemerkt.
Vogelsoorten vormen tot 21% van het dieet. De nachtkat voedt zich met verschillende vogels, waarbij hij de voorkeur geeft aan vogelsoorten die dicht bij de grond nestelen en foerageren, waaronder de Chileense grondspecht, zwartkeelturco, roodkeeltapaculo, Magelhaenlijster, Chileense kievit en gedomesticeerd gevogelte, waaronder ganzen en kippen. Er zijn foto's van bomen vanaf 5½ cm diameter waar nachtkatten op weg zijn om nestjongen te plunderen uit nestkasten die tot 1½ meter boven de grond hangen. De nachtkat zal ook opportunistisch jagen op nestjongen van grotere vogelsoorten die in bomen roesten en nestelen, zoals de Aphrastura spinicauda. Resten van duiven werden aangetroffen in de maag van één individu. De activiteitspatronen van de nachtkat overlapten nauwelijks met die van zijn vogelprooi.
Ongewervelden vormen 2 tot 31% van het dieet van de nachtkat. Ongeacht de frequentie was de bijdrage van insectenbiomassa relatief klein. Ongewervelde prooien omvatten schorpioenen, sprinkhanen, krekels en kevers zoals Acanthinodera cumingi. Insecten kunnen opportunistisch worden geconsumeerd, afhankelijk van de seizoensgebonden overvloed. De nachtkat jaagt verder op een verscheidenheid aan kleine reptielen, waaronder Liolaemus pictus. Vissoorten zijn niet opgenomen in het dieet, maar er werd één individu waargenomen die probeerde vis te vangen in getijdenpoelen. Plantaardig materiaal droeg zeer weinig bij aan het dieet en vertegenwoordigde mogelijk incidentele inname of de spijsverteringsinhoud van prooien.

### Interactie met andere soorten
Van de soorten  in het gebied van de nachtkat zijn de Galictis cuja, de Andesvos, de Beverrat, de Amerikaanse nerts en de Zuidelijke poedoe te groot om prooi te zijn. Aanwezigheid van deze soorten in het dieet is duidt er waarschijnlijk op dat de nachtkat ook aas eet, maar er werd wel een nachtkat waargenomen die op een zuidelijke poedoe jaagde. De aanwezigheid van wol van een tam schaap suggereert dat een nachtkat schapenvlees van een lokale markt had gestolen.
Concurrentie om prooien kan de populaties van de nachtkat beperken. Zowel in het Chileense Nationaal Park Queulat als in het Argentijnse Nationaal park Los Alerces, die op vergelijkbare breedtegraden liggen, leeft de nachtkat samen met de Patagonische wezel, poema, andesvos en Amerikaanse nerts. In Los Alerces leeft ook de geoffroycat samen met de nachtkat. De populatiedichtheid is hier slechts een tiende van die in het Chileense park. Beide soorten zijn sterk afhankelijk van kleine knaagdieren voor voedsel. De hogere populatiedichtheid van de geoffroycat leidt waarschijnlijk tot forse concurrentie om knaagdieren, waardoor er minder nachtkatten zijn. De andesvos zou ook de populaties van de nachtkat kunnen beïnvloeden. Op het eiland Chiloé is Darwins vos de grootste carnivoor. In Nationaal Park Laguna San Rafael komt alleen de kleine grison voor. Verschillende roofvogelsoorten leven in het Laguna San Rafael National Park en kunnen potentiële concurrenten zijn voor zoogdierprooien, maar de concurrentie is waarschijnlijk beperkt aangezien de meeste roofvogel in meer open gebied foerageren. Andere carnivoren die in dezelfde gebieden leven als de nachtkat zijn Chileense varkenssnuitskunk, Patagonische varkenssnuitskunk, de huiskat, colocolokat, Darwis vos en Patagonische vos.
De meest waarschijnlijke predatoren van de nachtkat zijn de andesvos, poema en huisen. De andesvos zou met name op kittens van de nachtkat kunnen jagen. De poema is het grootste potentiële roofdier, maar is zeldzaam en vluchtig in de verspreiding van de nachtkat. In Centinela en Chaquián, Chili, worden veel nachtkatten gedood door honden in de buurt van bebouwing. Nachtkatten die rusten op takken in relatief open bos worden soms lastiggevallen door chimango's en Chileense kieviten.

## Verspreiding, populatieomvang en bescherming
Vergeleken met andere Zuid-Amerikaanse katachtigen heeft de nachtkat een klein verspreidingsgebied, van ongeveer 300.000 km². Hij komt voornamelijk voor in centraal en zuidelijk Chili van zeeniveau tot 2.500 m, tussen 30 en 48° zuiderbreedte en in een smalle strook in aangrenzend zuidwestelijk Argentinië tussen 39 en 46° zuiderbreedte, westelijk van 70° westerlengte. De noordelijke ondersoort leeft tussen 30°S en 38°S in de regio's Coquimbo tot BíoBío. Hier bevinden zich de Chileense Matorral en droge bossen en wouden, met een lage vegetatie, grotendeels gedomineerd door struiken, in een mediterraan klimaat met een duidelijk droog seizoen. De typische ondersoort leeft verder naar het zuiden, in Chili tussen 38° en 48° zuiderbreedte in de regio's Araucanía tot Aysén, inclusief het eiland Chiloé, en in Argentinië tussen 39°S en 46°S ten westen van 70°W in de westelijke provincies Neuquén, Río Negro en Chubut. Hij kom daar voor in het dichte, altijdgroene gematigde bos van Valdivia en Noord-Patagonisch bos in het zuiden van Chili en het Andes-Patagonische bos in het zuidwesten van Argentinië, die worden gekenmerkt door zuidelijke beuk (Nothofagus spp.), dichte vegetatie van onder meer bamboestruiken (Chusquea quila), in een gematigd vochtig of koud vochtig klimaat. De onherbergzame Patagonische ijsvlakten, die parallel aan de Pacifische kust lopen, verhinderen dat de nachtkat zich naar het oosten uitbreidt. De nachtkat is ook aangetroffen in inheems secundair bos en droog struikgewas. dichte vegetatie is een belangrijke ecologische vereiste, waarschijnlijk om buiten zicht te blijven tijdens het verplaatsen, het besluipen van prooien en voor de voortplanting. De soort vermijdt actief gebieden met struikgewas en wordt vaak aangetroffen in de buurt van waterlopen.
De populatie werd in 2015 geschat op minder dan 10.000 volwassen individuen en vertoonde een dalende trend. De mens draagt aanzienlijk bij aan de sterfte van de nachtkat. Tijdens een 3-jarig onderzoek op Chiloé waren verkeersslachtoffers en jacht na aanvallen op pluimvee goed voor 29% en 39% van de dode nachtkatten. In het grotendeels ongerepte Laguna San Rafael National Park werd de dichtheid geschat op 0,7–1 individuen per km2.